# Boliscus tuberculatus
Espèce
Synonymes
- Corynethrix tuberculata Simon, 1886
- Boliscus segnis Thorell, 1891
- Boliscodes amaenulus Simon, 1909

Boliscus tuberculatus est une espèce d'araignées aranéomorphes de la famille des Thomisidae.

## Distribution
Cette espèce se rencontre au Japon, en Corée du Sud, à Taïwan, en Chine, au Viêt Nam, en Thaïlande, en Birmanie, en Malaisie, à Singapour et en Indonésie.

## Description

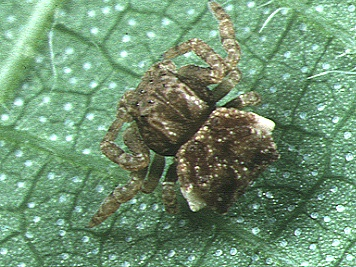
Boliscus tuberculatus ♀

Les mâles mesurent de 1,65 à 1,95 mm et les femelles de 2,60 à 4,25 mm.

## Systématique et taxinomie
Cette espèce a été décrite sous le protonyme Corynethrix tuberculata par Simon en 1886.
L'espèce Boliscodes amaenulus a été placée en synonyme avec Boliscus tuberculatus par Ono en 1984.
L'espèce Boliscodes amaenulus a été placée en synonyme avec Boliscus tuberculatus par Benjamin et Ranasinghe en 2019.

## Publication originale
- Simon, 1886 : Arachnides recueillis par M. A. Pavie (sous chef du service des postes au Cambodge) dans le royaume de Siam, au Cambodge et en Cochinchine. Actes de la Société linnéenne de Bordeaux, vol. 40, p. 137-166 (texte intégral).